# Чемпіонат Естонії з футболу серед жінок
Чемпіонат Естонії з футболу серед жіночих команд (ест. Naiste Meistriliiga) — щорічне змагання для естонських жіночих футбольних клубів, проводиться Естонською федерацією футболу. У чемпіонаті виступають 8 команд. Команда переможець турніру отримує право зіграти в жіночій Лізі чемпіонів.

## Призери чемпіонату
У цьому розділі перераховані всі призери та чемпіони Естонії з моменту заснування ліги
| Season  | Чемпіонати          | Срібний призер   | Бронзовий призер  | Бомбардир                                      | Голи |
| ------- | ------------------- | ---------------- | ----------------- | ---------------------------------------------- | ---- |
| 1994    | «Сентрал Спорт»     | «Тулевік»        | «Німме Чиккенс»   |                                                |      |
| 1994–95 | «Пярну»             | «Сентрал Йомм»   | «Тулевік»         |                                                |      |
| 1995–96 | «Сентрал Спорт» (2) | «Пярну»          | «Тулевік»         |                                                |      |
| 1996–97 | «Сентрал Спорт» (3) | «Пярну»          | «ТКСК Арсенал»    | Анастасія Морковіна («Нарване»/«ТКСК Арсенал») | 13   |
| 1997–98 | «ТКСК Арсенал»      | «Пярну»          | «Віікінг»         | Анастасія Морковіна («ТКСК Арсенал»)           | 47   |
| 1998    | «ТКСК Арсенал» (2)  | «Пярну»          | «Флора»           | Анастасія Морковіна («ТКСК Арсенал»)           | 29   |
| 1999    | ТКСК (3)            | «Пярну»          | «Флора»           | Андра Карпін («Пярну»)                         | 31   |
| 2000    | ТКСК (4)            | «Пярну»          | «Флора»           | Анастасія Морковіна («Пярну»)                  | 28   |
| 2001    | «ТКСК Віса» (5)     | «Еесті Найтусед» | «Пярну»           |                                                |      |
| 2002    | «ТКСК Віса» (6)     | «Пярну»          | «Естель»          | Аве Пайо («Естель»)                            | 33   |
| 2003    | «Пярну» (2)         | «ТКСК Віса»      | «Естель»          | Анастасія Морковіна («Пярну»)                  | 46   |
| 2004    | «Пярну» (3)         | «ТКСК Віса»      | «Аякс ТЛМК»       | Анастасія Морковіна («Пярну»)                  | 58   |
| 2005    | «Пярну» (4)         | «ТКСК Віса»      | «Калев» (Таллінн) | Анастасія Морковіна («Пярну»)                  | 63   |
| 2006    | «Пярну» (5)         | «Левадія»        | «Калев» (Таллінн) | Анастасія Морковіна («Пярну»)                  | 61   |
| 2007    | «Левадія» (7)       | «Пярну»          | «Флора»           | Катрін Лу («Флора»)                            | 30   |
| 2008    | «Левадія» (8)       | «Пярну»          | «Флора»           | Аве Пайо («Калев» Таллінн)                     | 47   |
| 2009    | «Левадія» (9)       | «Флора»          | «Пярну»           | Аве Пайо («Левадія»)                           | 59   |
| 2010    | «Пярну» (6)         | «Флора»          | «Левадія»         | Аве Пайо («Левадія»)                           | 33   |
| 2011    | «Пярну» (7)         | «Флора»          | «Левадія»         | Анастасія Морковіна («Пярну»)                  | 36   |
| 2012    | «Пярну» (8)         | «Флора»          | «Левадія»         | Анастасія Морковіна («Пярну»)                  | 37   |
| 2013    | «Пярну» (9)         | «Флора»          | «Левадія»         | Анастасія Морковіна («Пярну»)                  | 34   |
| 2014    | «Пярну» (10)        | «Флора»          | «Левадія»         | Анастасія Морковіна («Пярну»)                  | 34   |
| 2015    | «Пярну» (11)        | «Флора»          | «Левадія»         | Анастасія Морковіна («Пярну»)                  | 34   |
| 2016    | «Пярну» (12)        | «Флора»          | «Левадія»         | Анастасія Морковіна («Пярну»)                  | 35   |
| 2017    | «Пярну» (13)        | «Флора»          | «Левадія»         | Лісетт Таммік («Флора»)                        | 33   |
| 2018    | «Флора»             | «Пярну»          | «Левадія»         | Катрін Лу («Флора»)                            | 29   |
| 2019    | «Флора» (2)         | «Пярну»          | «Калев»           | Катрін Лу («Флора»)                            | 36   |
| 2020    | «Флора» (3)         | «Калев»          | «Саку Спортінг»   | Катрін Лу («Флора»)                            | 36   |
| 2021    | «Флора» (4)         | «Саку Спортінг»  | «Калев»           | Лісетт Таммік («Флора»)                        | 25   |
| 2022    | «Флора» (5)         | «Саку Спортінг»  | «Калев»           | Емма Трейберг («Саку Спортінг»)                | 40   |
| 2023    | «Флора» (6)         | «Саку Спортінг»  | «Таммека»         | Кристина Теерн («Флора»)                       | 30   |
| 2024    | «Флора» (7)         | «Саку Спортінг»  | «Табасалу»        | Лісетт Таммік («Флора»)                        | 25   |

## Найуспішніші клуби
| Тиули | Команда         | Остання перемога |
| ----- | --------------- | ---------------- |
| 13    | «Пярну»         | 2017             |
| 9     | «Левадія»[A]    | 2009             |
| 7     | «Флора»         | 2024             |
| 3     | «Сентрал Спорт» | 1997             |

1. ^ «ТСК Арсенал», ТКСК, «ТКСК Віза» та «Левадія» це всі імена, які в різний час використовував один клуб.

## Нагороди

### Гравець року
| Рік  | Гравець               | Клуб              |
| ---- | --------------------- | ----------------- |
| 2009 | Світлана Хватова      | «Левадія»         |
| 2010 | Сііні Аарна           | «Лутос» (Пилва)   |
| 2011 | Маргарита Жерносекова | «Левадія»         |
| 2012 | Анастасія Морковіна   | «Пярну»           |
| 2013 | Еліс Мітуа            | «Пярну»           |
| 2014 | Кайрі Гіманен         | «Пярну»           |
| 2015 | Анастасія Морковіна   | «Пярну»           |
| 2016 | Анастасія Морковіна   | «Пярну»           |
| 2017 | Ліззетт Таммік        | «Флора» (Таллінн) |